# Gordon Hayward
Pour les articles homonymes, voir Hayward.
Gordon Daniel Hayward, né le 23 mars 1990 à Indianapolis dans l'État de l'Indiana, est un joueur américain de basket-ball. Il mesure 2,00 m et évolue au poste d'ailier.

## Biographie

### Carrière universitaire
Gordon Hayward est issu de l'université Butler, évoluant dans l'équipe des Bulldogs de Butler durant deux saisons. Il est finaliste du championnat NCAA 2010.
En juillet 2009, Hayward remporte le Championnat du monde des 19 ans et moins avec les États-Unis. Il fait partie de l'équipe type de la compétition avec le MVP croate Mario Delaš et son compatriote Toni Prostran, l'américain Tyshawn Taylor et le grec Níkos Pappás.

### Jazz de l'Utah (2010-2017)
Il est sélectionné par le Jazz de l'Utah en 9e position de la draft 2010 de la NBA. En tant que rookie en 2010-2011, Hayward tient un rôle de remplaçant. Le 5 avril 2011, Hayward connaît une performance remarquable dans une victoire, 86-85, contre les Lakers de Los Angeles, terminant avec 22 points, 6 rebonds et 5 passes décisives. Hayward termine la saison avec un match de 34 points, un record en carrière à l’époque, lors d’une victoire contre les Nuggets de Denver, le 13 avril. Dans sa seconde année en 2011-2012, Hayward prend une place plus importante dans l'effectif et est sélectionné pour jouer dans le Rising Stars Challenge 2012. Hayward participe à ses premiers playoffs contre les Spurs de San Antonio, perdant 4-0 dans la série. 
Au cours de la saison 2012-2013, Hayward possède un rôle de sixième homme durant la saison et améliore encore sa moyenne de points par match. Après le départ de Paul Millsap et d’Al Jefferson pendant l’intersaison 2013, Hayward émerge comme une nouvelle menace offensive du Jazz, augmentant ses moyennes de points, rebonds, passes décisives et interceptions. Le 7 janvier 2014, il établit son record en carrière NBA avec 37 points, 11 rebonds et 7 passes décisives face au Thunder d'Oklahoma City.
Après la saison 2013-2014, Hayward devient agent libre restrictif. Le 10 juillet 2014, il reçoit une offre de 63 millions de dollars sur quatre ans de la part des Hornets de Charlotte. Le 12 juillet 2014, le Jazz s'aligne sur l'offre et Hayward re-signe au Jazz. Sur la saison 2014-2015, Hayward améliore à nouveau sa moyenne de points sur la saison, avec 19,3 points par match.
Lors de la saison 2016-2017, Gordon Hayward est sélectionné pour la première fois au NBA All-Star Game. Il participe au match des All-Stars ainsi qu'au Skills Challenge, s'inclinant en finale face au letton des Knicks de New York, Kristaps Porziņģis. Le 2 mars 2017, Hayward bat son record de points avec 38 points inscrits contre les Pacers de l'Indiana. Il bat de nouveau son record le 7 avril 2017, marquant 39 points dans une victoire contre les Timberwolves du Minnesota. Le 21 avril 2017, dans le troisième match du premier tour de playoffs contre les Clippers de Los Angeles, Hayward inscrit 40 points, une défaite 111-106. Le Jazz s'impose par la suite 4-3 dans la série, remportant la première série éliminatoire de la franchise en playoffs depuis 2010. Le Jazz s'incline au deuxième tour contre les Warriors de Golden State en 4 matchs. Il enregistre sa meilleure moyenne de points avec le Jazz cette saison avec 21,9 points par match.

### Celtics de Boston (2017-2020)
Le 5 juillet 2017, il rejoint pour 4 ans et un contrat de 128 millions de dollars les Celtics de Boston, retrouvant ainsi Brad Stevens, son ancien coach à Butler expliquant avoir le sentiment de lui être redevable puisqu’il avait rejoint la NBA, en 2010, avec le sentiment du travail non fini à l’université.
Le 17 octobre 2017, lors de son premier match contre les Cavaliers de Cleveland, au bout de 5 minutes de jeu, il se luxe la cheville et se brise le tibia, lors de la réception d'un alley-oop, ce qui met fin à sa saison.
Le 16 octobre 2018, il retrouve les parquets à la suite de sa blessure et enregistre 10 points et 5 rebonds en 25 minutes dans une victoire d’ouverture de saison contre les 76ers de Philadelphie. Il endosse principalement un rôle de sixième homme pour son retour. Le 2 janvier 2019, il inscrit 35 points dans une victoire contre les Timberwolves du Minnesota.
Le 5 novembre 2019, il égale son record en carrière en saison régulière avec 39 points dans une victoire contre les Cavaliers de Cleveland. Le 9 novembre, il se fracture la main gauche dans un match contre les Spurs de San Antonio.
Le 17 août 2020, Hayward subit une entorse de la cheville droite, après avoir atterri inconfortablement sur le pied de son coéquipier, Daniel Theis, lors du premier tour des playoffs contre les 76ers de Philadelphie. Le 20 septembre 2020, il revient pour jouer le troisième match de la finale de la Conférence Est contre le Heat de Miami, tandis que le Heat élimine les Celtics en 6 matchs.

### Hornets de Charlotte (2020-2024)
Le 21 novembre 2020, il signe un contrat de 120 millions de dollars sur quatre ans en faveur des Hornets de Charlotte. Le 23 décembre 2020, Hayward fait ses débuts chez les Hornets, inscrivant 28 points, 7 passes décisives et 4 rebonds dans une défaite contre les Cavaliers de Cleveland. Le 6 janvier 2021, il établit un nouveau record en carrière en inscrivant 44 points dans une victoire contre les Hawks d'Atlanta. 

### Thunder d'Oklahoma City puis retraite (2024)
En février 2024, il est transféré au Thunder d'Oklahoma City en échange de Tre Mann, Dāvis Bertāns et Vasilije Micić.
Le 1er août 2024, il annonce prendre sa retraite sportive à l'âge de 34 ans,.

## Clubs successifs
- 2010-2017 :  Jazz de l'Utah (NBA)
- 2017-2020 :  Celtics de Boston (NBA)
- 2020-2024 :  Hornets de Charlotte (NBA)
- 2024 :  Thunder d'Oklahoma City (NBA)

## Palmarès

### Distinctions en NBA
- 1 sélection au NBA All-Star Game en 2017.

### Distinctions en NCAA
- Horizon League Player of the Year en 2010.
- 2× First-team All-Horizon League en 2009 et 2010.
- Horizon League All-Newcomer Team en 2009.
- Horizon League Newcomer of the Year en 2009.

## Statistiques

### Universitaires
| Saison    | Équipe   | Matchs | Titul. | Min./m | % Tir | % 3pts | % LF | Rbds/m. | Pass/m. | Int/m. | Ctr/m. | Pts/m. |
| --------- | -------- | ------ | ------ | ------ | ----- | ------ | ---- | ------- | ------- | ------ | ------ | ------ |
| 2008-2009 | Butler   | 32     | 32     | 32,7   | 47,7  | 44,8   | 81,5 | 6,47    | 1,97    | 1,50   | 0,94   | 13,12  |
| 2009-2010 | Butler   | 37     | 37     | 33,5   | 46,5  | 29,4   | 82,9 | 8,24    | 1,68    | 1,08   | 0,81   | 15,51  |
| Carrière  | Carrière | 69     | 69     | 33,1   | 47,0  | 36,9   | 82,4 | 7,42    | 1,81    | 1,28   | 0,87   | 14,41  |

### NBA

#### Saison régulière
| Saison        | Équipe        | Matchs | Titul. | Min./m | % Tir | % 3pts | % LF | Rbds/m. | Pass/m. | Int/m. | Ctr/m. | Pts/m. |
| ------------- | ------------- | ------ | ------ | ------ | ----- | ------ | ---- | ------- | ------- | ------ | ------ | ------ |
| 2010-2011     | Utah          | 72     | 17     | 16,9   | 48,5  | 47,3   | 71,1 | 1,93    | 1,12    | 0,42   | 0,26   | 5,39   |
| 2011-2012     | Utah          | 66     | 58     | 30,5   | 45,6  | 34,6   | 83,2 | 3,48    | 3,14    | 0,80   | 0,62   | 11,85  |
| 2012-2013     | Utah          | 72     | 27     | 29,2   | 43,5  | 41,5   | 82,7 | 3,12    | 2,96    | 0,81   | 0,53   | 14,12  |
| 2013-2014     | Utah          | 77     | 77     | 36,4   | 41,3  | 30,4   | 81,6 | 5,08    | 5,19    | 1,43   | 0,52   | 16,21  |
| 2014-2015     | Utah          | 76     | 76     | 34,4   | 44,5  | 36,4   | 81,2 | 4,91    | 4,12    | 1,42   | 0,39   | 19,25  |
| 2015-2016     | Utah          | 80     | 80     | 36,2   | 43,3  | 34,9   | 82,4 | 4,96    | 3,70    | 1,19   | 0,34   | 19,73  |
| 2016-2017     | Utah          | 73     | 73     | 34,5   | 47,2  | 39,8   | 84,4 | 5,40    | 3,45    | 1,00   | 0,27   | 21,93  |
| 2017-2018     | Boston        | 1      | 1      | 5,2    | 50,0  | 0,0    | 0,0  | 1,00    | 0,00    | 0,00   | 0,00   | 2,00   |
| 2018-2019     | Boston        | 72     | 18     | 25,9   | 46,6  | 33,3   | 83,4 | 4,47    | 3,39    | 0,86   | 0,32   | 11,46  |
| 2019-2020     | Boston        | 52     | 52     | 33,5   | 50,0  | 38,3   | 85,5 | 6,69    | 4,08    | 0,73   | 0,42   | 17,48  |
| 2020-2021     | Charlotte     | 44     | 44     | 34,0   | 47,3  | 41,5   | 84,3 | 5,90    | 4,10    | 1,20   | 0,30   | 19,60  |
| 2021-2022     | Charlotte     | 49     | 48     | 31,9   | 45,9  | 39,1   | 84,6 | 4,60    | 3,60    | 1,00   | 0,40   | 15,90  |
| 2022-2023     | Charlotte     | 50     | 50     | 31,5   | 47,5  | 32,5   | 81,1 | 4,30    | 4,10    | 0,80   | 0,20   | 14,70  |
| Carrière      | Carrière      | 784    | 621    | 31,1   | 45,5  | 36,9   | 82,5 | 4,50    | 3,50    | 1,00   | 0,40   | 15,50  |
| All-Star Game | All-Star Game | 1      | 0      | 17,3   | 57,1  | 0,0    | 0,0  | 1,00    | 2,00    | 4,00   | 0,00   | 8,00   |

Mise à jour le 4 juillet 2023

#### Playoffs
| Saison   | Équipe   | Matchs | Titul. | Min./m | % Tir | % 3pts | % LF  | Rbds/m. | Pass/m. | Int/m. | Ctr/m. | Pts/m. |
| -------- | -------- | ------ | ------ | ------ | ----- | ------ | ----- | ------- | ------- | ------ | ------ | ------ |
| 2012     | Utah     | 4      | 4      | 30,6   | 18,2  | 8,3    | 100,0 | 2,75    | 3,00    | 0,75   | 0,00   | 7,25   |
| 2017     | Utah     | 11     | 11     | 37,3   | 44,1  | 41,2   | 93,4  | 5,91    | 3,36    | 0,91   | 0,27   | 24,09  |
| 2019     | Boston   | 9      | 0      | 29,6   | 41,4  | 37,5   | 100,0 | 4,00    | 2,44    | 0,67   | 0,33   | 9,56   |
| 2020     | Boston   | 5      | 1      | 31,4   | 40,0  | 29,2   | 87,5  | 4,00    | 2,80    | 1,40   | 0,40   | 10,80  |
| Carrière | Carrière | 29     | 16     | 33,0   | 40,5  | 35,2   | 95,0  | 4,62    | 2,93    | 0,90   | 0,28   | 14,97  |

Mise à jour le 15 novembre 2020

## Records sur une rencontre en NBA
Les records personnels de Gordon Hayward en NBA sont les suivants, :
| Type de statistique        | Saison régulière | Saison régulière            | Saison régulière | Playoffs | Playoffs                  | Playoffs      |
| Type de statistique        | Record           | Adversaire                  | Date             | Record   | Adversaire                | Date          |
| -------------------------- | ---------------- | --------------------------- | ---------------- | -------- | ------------------------- | ------------- |
| Points                     | 44               | @ Hawks d'Atlanta           | 6 janvier 2021   | 40       | Clippers de Los Angeles   | 21 avril 2017 |
| Paniers marqués            | 17               | @ Cavaliers de Cleveland    | 5 novembre 2019  | 13       | Clippers de Los Angeles   | 21 avril 2017 |
| Paniers tentés             | 27               | @ Mavericks de Dallas       | 9 février 2017   | 21       | 3 fois                    | 3 fois        |
| Paniers à 3 points réussis | 6                | 2 fois                      | 2 fois           | 4        | 3 fois                    | 3 fois        |
| Paniers à 3 points tentés  | 12               | 3 fois                      | 3 fois           | 9        | 2 fois                    | 2 fois        |
| Lancers francs réussis     | 14               | @ Knicks de New York        | 6 novembre 2016  | 13       | Warriors de Golden State  | 6 mai 2017    |
| Lancers francs tentés      | 16               | Kings de Sacramento         | 14 janvier 2016  | 14       | Warriors de Golden State  | 6 mai 2017    |
| Rebonds offensifs          | 5                | 2 fois                      | 2 fois           | 3        | @ Clippers de Los Angeles | 25 avril 2017 |
| Rebonds défensifs          | 13               | @ Magic d'Orlando           | 24 janvier 2020  | 9        | 2 fois                    | 2 fois        |
| Rebonds totaux             | 15               | Warriors de Golden State    | 30 janvier 2015  | 10       | @ Clippers de Los Angeles | 15 avril 2017 |
| Passes décisives           | 12               | Bulls de Chicago            | 25 novembre 2013 | 6        | Warriors de Golden State  | 6 mai 2017    |
| Interceptions              | 5                | @ Timberwolves du Minnesota | 3 mars 2021      | 4        | 76ers de Philadelphie     | 17 août 2020  |
| Contres                    | 4                | 2 fois                      | 2 fois           | 2        | Clippers de Los Angeles   | 21 avril 2017 |
| Balles perdues             | 8                | 3 fois                      | 3 fois           | 5        | 2 fois                    | 2 fois        |
| Minutes jouées             | 57               | @ Hawks d'Atlanta           | 25 mars 2012     | 42       | @ Clippers de Los Angeles | 30 avril 2017 |

- Double-double : 34 (dont 1 en playoffs)
- Triple-double : 0

Dernière mise à jour : 24 février 2023